# Синдром Едвардса
Синдро́м Е́двардса або трисомія за 18 хромосомою (англ. Edwards syndrome; trisomy 18 [T18]) — генетичне захворювання. Це найпоширеніша трисомія після синдрому Дауна.

## Історичні відомості
Трисомію за групою Е вперше описав британський генетик Джон Едвардс у 1960 році.

## Актуальність
Серед новонароджених синдром виявляють з частотою близько 1:7000, дівчатка хворіють у 3 рази частіше, ніж хлопчики.

## Причини
І. В. Лур'є, Г.І Лазюк висловлюють думку про стабілізаційну дію Х-хромосоми, під час аберації 18 пари, тоді як зиготи з трисомією 18, що мають чоловічий генотип, руйнується. Можливо також частіше запліднення яйцеклітини із зайвою копією 18-ї хромосоми сперматозоїдом, що має Х-хромосому. Середній вік матері 32,5 роки, батьків — 35 років. Тривалість вагітності перевищує норму (в середньому 42 тижні), діагностують слабу активність плода, багатоводдя, плацента малих розмірів, часто виявляється тільки одна пупкова артерія. Частина дітей народжується в стані асфіксії, з дуже низькою масою тіла і різкою гіпотрофією.[джерело?]Під час цитогенетичного обстеження у 80 % випадків виявляють трисомію 18, а в 10 % хворих — мозаїцизм. Описано випадки транслокаційного варіанту, подвійної анеуплоїдії типу 48, ХХУ +18 за участю трисомного за хромосомою 18 клону.

## Фенотипні прояви
Досить характерні. Череп доліхоцефалічний, стиснений з боків, з низьким чолом і широкою випнутою потилицею; іноді зустрічається мікроцефалія або гідроцефалія. Надочні валки згладжені, очні щілини вузькі, спостерігають епікант, птоз, виявляють також очну патологію, мікрофтальмію, колобому, катаракту. Перенісся втиснене, але спинка носа тонка, випинається, вушні раковини розташовані дуже низько, часто відсутні мочка і козелок, відбувається недорозвинення завитка і протизавитка. Характерна мікроретрогнатія. Рот маленький, трикутної форми з короткою верхньою губою; піднебіння високе, іноді з щілиною, шия коротка, часто з крилоподібною складкою.

## Аномалії опорно-рухового апарату
Відзначають різноманітні аномалії опорно-рухового апарату: грудна клітка розширена, груднина вкорочена, таз вузький, кінцівки деформовані, обмежена рухливість у кульшових суглобах, описані вивихи стегна. Кисті та пальці короткі, дистально розташований і гіпоплазований 1-й палець кисті, згладжений тенар. Пальці стиснуті в кулак за типом «флексорної аномалії»": II і V пальці розташовані поверху і прикривають притиснуті до долоні III і IV пальці. Перший палець стопи короткий і широкий, синдактилія II і III пальців. Типова для трисомії 18 форма стопи у вигляді «гойдалки». Характерна загальна м'язова гіпотонія. У хлопчиків часто спостерігають крипторхізм, гіпоспадію. Гіпертрофія клітора у дівчаток.

## Ураження центральної нервової системи
Інтелектуальний дефект відповідає олігофренії на стадії ідіотії або глибокої імбецильності, і тільки в поодиноких випадках мозаїчного варіанту хромосоми 18 розумова відсталість слабша. Часто у таких хворих розвивається судомний синдром. З різною частотою зустрічають аномалії центральної нервової системи (ЦНС): недорозвинутість мозолистого тіла, мозочка, атрофія мозкових звивин.

## Дерматогліфічні зміни
Синдрому Едвардса притаманні декілька характерних ознак: велика частота дуг на подушечках пальців рук (приблизно в 10 разів вища, аніж у популяції), часто відсутня дистальна згинальна складка на пальцях, у третини хворих виявляють поперечну долонну борозну, кількість гребінців збільшено, осьовий трирадіус зазвичай розташований дистально.

## Інші ураження
Майже 95 % пацієнтів з синдромом Едвардса мають вади серця та великих судин, найчастіше виявляють дефект міжшлуночкової перегородки й незаростання артеріальної протоки. Близько половини всіх випадків трисомії 18 супроводжуються вродженими аномаліями органів травлення: порушення розміщення кишечника, наявність дивертикула Меккеля, різке звуження стравоходу або анального отвору. З такою самою частотою спостерігають вади розвитку сечостатевої системи — сегментовану або підковоподібну нирку, подвоєння сечоводів, недорозвинутість яєчників.

## Прогноз
Для життя несприятливий, середня тривалість життя хлопчиків 2-3 міс, дівчаток — 10 міс. Помирають 30 % хворих упродовж першого місяця життя, до року доживають лише 10 % хворих. За мозаїчних варіантів прогноз для життя дещо кращий.